# シャイバーン・イブン・アフマド・イブン・トゥールーン
シャイバーン・イブン・アフマド・イブン・トゥールーン（アラビア語: أبو المناقب شيبان أحمد بن طولون、英語: Shayban ibn Ahmad ibn Tulun）は、トゥールーン朝の第5代にして最後のアミール（在位：904年 - 905年）。
トゥールーン朝の創始者アフマド・イブン・トゥールーンの息子で、アッバース朝の侵入による混乱の中で暗殺された甥のハールーン・イブン・クマラワイの跡を継ぎ即位した。
失政の後、905年1月10日にフスタートへと追われた後、アッバース朝の将軍ムハンマド・イブン・スレイマンに無条件降伏、トゥールーン朝は滅亡した。